# Nuno Diogo
Nuno Miguel Pereira Diogo (sinh ngày 13 tháng 6 năm 1981 ở Lisbon) là một cầu thủ bóng đá người Bồ Đào Nha thi đấu ở vị trí trung vệ cho F.C. Famalicão.

## Danh hiệu
CFR Cluj
- Liga I: 2011–12
- Supercupa României: 2010